# Feliks W. Kres
Feliks W. Kres, właśc. Witold Chmielecki (ur. 1 czerwca 1966 w Łodzi, zm. 14 października 2022) – polski pisarz specjalizujący się w fantasy, jeden z prekursorów tego gatunku w Polsce. Jego najbardziej znanym dziełem jest cykl fantasy o Szererze (Księga Całości).  Jego utwory przetłumaczone zostały na język czeski, rosyjski oraz hiszpański.

## Życiorys
Większość twórczości Kresa to tzw. cykl szererski (właściwy tytuł: Księga Całości) opowiadający o świecie zwanym Szererem, gdzie tajemnicza siła sprawcza nazywana Szernią obdarzyła inteligencją – oprócz ludzi – również koty i sępy. Stworzył również cykl Zjednoczone Królestwa, opowieść dark fantasy o świecie w realiach XVII wieku, który zamieszkują zarówno demony, jak i istoty starsze od Szatana.
Debiutował w roku 1983 opowiadaniem Mag nadesłanym na konkurs miesięcznika Fantastyka. Było to pierwsze opowiadanie fantasy opublikowane w Polsce na łamach profesjonalnego czasopisma. Jego teksty ukazywały się później również w magazynach i zinach: Fantastyka, Feniks, SFera, Claps, Voyager, Fenix, Nowa Fantastyka, Talizman, Magia i Miecz, Science Fiction.
W latach 1991–1994 Kres opublikował dwa zbiory opowiadań: Prawo sępów (Almapress) oraz Serce gór (Przedświt). Zebrane w nich teksty rozwinął później w powieści należące do cyklu Księga Całości. Pierwszą właściwą książką należącą do tej serii był Król Bezmiarów (Aurora), opublikowany w 1992 roku, za który autor otrzymał Nagrodę im. Janusza A. Zajdla.
W latach 1995–1996 wydawnictwo Trickster przygotowało pierwszą edycję Księgi Całości, obejmującą dwa tytuły: najpierw ukazała się Północna granica, a rok później opublikowano w nowym wydaniu Króla Bezmiarów. W latach 2000−2005 Wydawnictwo Mag opublikowało drugą edycję, wznawiając dwa pierwsze tomy oraz wydając kolejne cztery: Grombelardzką legendę, Panią Dobrego Znaku, Porzucone królestwo oraz Tarczę Szerni.
W 1993 roku Kres opublikował powieść Strażniczka istnień (Przedświt), pierwszy tom serii Zjednoczone Królestwa. W latach 2001–2004 cały cykl wydało Wydawnictwo Mag, wznawiając pierwszą część oraz publikując dwie następne: Piekło i szpada oraz Klejnot i wachlarz. Nową edycję, wzbogaconą ilustracjami Jarosława Musiała, wydała w latach 2006–2007 Fabryka Słów. W 2025 roku serię wznowiło Wydawnictwo Vesper.
Autor przez kilka lat prowadził kącik porad dla młodych pisarzy w czasopismach poświęconych fantastyce – najpierw pod tytułem „Kącik złamanych piór” w miesięczniku Fenix, później w Magii i Mieczu, następnie zaś jako „Galeria osobliwości” w miesięczniku Science Fiction. W lutym 2005 roku, wcześniej opublikowane felietony, wydano w formie książkowej pod tytułem Galeria złamanych piór. W 2010 roku wydano zbiór wybranych felietonów pod tytułem Galeria dla dorosłych.
W roku 2011 Kres oznajmił, że rezygnuje z dalszego pisania z powodu znużenia tą pracą. Oznaczało to, że Księga Całości nie zostanie ukończona, mimo że zapowiedziano już finałową trylogię pt. Wieczne Cesarstwo. W efekcie Wydawnictwo Mag przerwało wydawanie cyklu w nowej edycji po publikacji czterech z sześciu tomów. W 2017 roku na spotkaniu autorskim w Nadarzynie podczas Warsaw Comic Con pisarz wyjaśnił jednak, że traktuje ostatnie lata jako przerwę od pisania, a nie ostateczną rezygnację.
Przed powrotem Feliksa W. Kresa do pisania, jego teksty zostały dwukrotnie wydane w formie ebooków przez platformę BookRage. W latach 2013–2014 opublikowano w ten sposób sześć tomów Księgi Całości. Trzy lata później zrobiono to ponownie, tym razem jednak obok powieści znalazły się jeszcze dwa opowiadania: Gówno oraz Jeźdźcy równin. Drugi tekst powstał w miejsce planowanego spin-offu cyklu, którego fragmenty opublikowano w Magii i Mieczu w 2001 roku. W 2017 roku BookRage wydało w formie ebooków również cykl Zjednoczone Królestwo.
W maju 2020 roku wydawnictwo Stalker Books wydało sześć tomów Księgi Całości w edycji limitowanej (wydanie zawierało tekst przejrzany przez autora, przygotowano jedynie 100 kompletów). Była to pierwsza edycja papierowa, w której nie dzielono tomów, wcześniej Wydawnictwo Mag wydało w dwóch częściach Grombelardzką legendę i Panią Dobrego Znaku (edycja 2009–2010) oraz Tarczę Szerni (edycja 2000−2005). Wojtek Sedeńko zapowiedział jednocześnie, że jeżeli Feliks W. Kres postanowi dokończyć cykl szererski, wydanie specjalne zostanie uzupełnione o nowe tomy. W lipcu tego samego roku Sedeńko ogłosił na swoim blogu, że pisarz przygotował tom siódmy, będący zbiorem opowiadań, oraz że jest w trakcie zaawansowanych prac nad tomem ósmym, który ma być zwieńczeniem serii.
W sierpniu 2020 roku Fabryka Słów zapowiedziała, że w kolejnym roku rozpocznie wydawanie cyklu w nowej edycji, wzbogaconej ilustracjami Przemysława Truścińskiego, która będzie zawierała wszystkie dotychczas opublikowane książki, jak i nowe tytuły. Jednocześnie wydawnictwo Stalker Books ogłosiło, że będzie równolegle publikowało nowe tomy serii, tak by nabywcy edycji limitowanej mogli uzupełnić swoje kolekcje.
Wznowienia pierwszych pięciu tomów (Północna granica, Król Bezmiarów, Grombelardzka legenda, Pani Dobrego Znaku, Porzucone królestwo) ukazały się nakładem Fabryki Słów w latach 2021–2022. Zdecydowano się na podział książki Grombelardzka legenda na dwie części: Serce gór i Wstęgi Aleru. Podobnie powieść Pani Dobrego Znaku została podzielona na części: Wieczny pokój i Wieczne Cesarstwo. Jako szósty tom wydano zbiór opowiadań Żeglarze i jeźdźcy, zawierający dotychczas rozproszone (Gówno, Miód dla Emiry, Jeźdźcy Równin), jak i zupełnie nowe teksty (Armektańska nienawiść, Siedmiu najemników). Następnie ukazała się Tarcza Szerni, czyli ostatni z wcześniej opublikowanych tytułów, który wznowiono w nowym wydaniu.
W grudniu 2021 roku pisarz przyznał, że ze względu na rozmiar powstającego tekstu, postanowił zredagować jeden z wątków w formie osobnej książki pt. Najstarsza z Potęg. Ostatni tom serii planował zamknąć w dwóch lub trzech częściach, miał on nosić tytuł Szerń i Szerer (zrezygnowano z nazwy Wieczne Cesarstwo). 14 października 2022 roku Feliks W. Kres zmarł. W kolejnym miesiącu do sprzedaży trafiła Najstarsza z Potęg.
5 sierpnia 2023 roku Fabryka Słów ogłosiła, że pisarz nie zdążył dokończyć serii i że nikt inny nie podejmie się tego zadania. Zapowiedziała jednocześnie na listopad tego samego roku premierę ostatniej ukończonej powieści Feliksa W. Kresa pt. Szerń i Szerer. Zima przed burzą, która miała stanowić początek finałowej trylogii (kolejne części miały nosić podtytuły: Arilora oraz Spojrzenie Eniwetty). Książka nie ukazała się jednak w planowanym terminie.
18 grudnia 2023 roku Fabryka Słów podała nowy przybliżony termin publikacji książki, luty 2024 roku. Dwa dni później Arkady Saulski ogłosił, że  żona i współpracownicy Feliksa W. Kresa powierzyli mu zadanie dokończenia cyklu w oparciu o notatki pisarza. Książka ma zawierać zakończenie, które pisarz wyjawił najbliższym przed śmiercią.

## Twórczość

### Wczesne książki o Szererze
- Prawo sępów (1991)[22] – pierwsze wersje tekstów wydanych w zmienionej formie w Północnej Granicy i Grombelardzkiej legendzie
- Serce gór (1994)[23] – pierwsze wersje tekstów wydanych w zmienionej formie w Grombelardzkiej legendzie

### Księga Całości
(tomy w kolejności według chronologii wewnętrznej cyklu)
1. Północna granica (Trickster 1995, Mag 2000, Mag 2009, BookRage 2013 (e-book), BookRage 2017 (e-book), Stalker Books 2020, Fabryka Słów 2021)
2. Król Bezmiarów (Aurora 1992, Trickster 1996, Mag 2000, Mag 2003, Mag 2009, BookRage 2013 (e-book), BookRage 2017 (e-book), Stalker Books 2020, Fabryka Słów 2021)
3. Grombelardzka legenda (Mag 2000, Mag 2009 (w dwóch tomach), BookRage 2014 (e-book), BookRage 2017 (e-book), Stalker Books 2020, Fabryka Słów 2021 (w dwóch tomach: Serce gór i Wstęgi Aleru))
4. Pani Dobrego Znaku (Mag 2001, Mag 2010 (w dwóch tomach), BookRage 2014 (e-book), BookRage 2017 (e-book), Stalker Books 2020, Fabryka Słów 2021/2022 (w dwóch tomach: Wieczny pokój i Wieczne Cesarstwo))
5. Porzucone królestwo (Mag 2002, BookRage 2014 (e-book), BookRage 2017 (e-book), Stalker Books 2020, Fabryka Słów 2022)
6. Żeglarze i jeźdźcy (Stalker Books 2022, Fabryka Słów 2022), zbiór opowiadań: Miód dla Emiry, Jeźdźcy Równin, Armektańska nienawiść, Gówno (piratka i żołnierz) i Siedmiu najemników
7. Tarcza Szerni (Mag 2005 (w dwóch tomach), BookRage 2014 (e-book), BookRage 2017 (e-book), Stalker Books 2020, Fabryka Słów 2022)
8. Najstarsza z Potęg (Stalker Books 2022, Fabryka Słów 2022)
9. Szerń i Szerer. Zima przed burzą (Fabryka Słów 2024[24][25])
10. Nienazwana książka Arkadego Saulskiego (zapowiedź)

W kwartalniku Voyager 02 1991/1992 ukazał się również przewodnik po świecie Szereru pt. Szern K’hakahar. Autor w 2022 roku uznał go jednak za niekanoniczny.

### Zjednoczone Królestwa
- Strażniczka istnień (Przedświt 1993, Mag 2004 – wydanie poprawione, Fabryka Słów 2007, BookRage 2017 (e-book), Vesper 2025)
- Piekło i szpada (Mag 2001, Fabryka Słów 2006, BookRage 2017 (e-book), Vesper 2025)
- Klejnot i wachlarz (Mag 2003, Fabryka Słów 2006, BookRage 2017 (e-book), Vesper 2025)

### Inne
- Galeria złamanych piór (Fabryka Słów 2005)
- Galeria dla dorosłych (Fabryka Słów 2010)
- Opowiadanie Zabity w zbiorze Niech żyje Polska. Hura!, tom 1 (Fabryka Słów 2006)

## Nagrody
- 1983 – nagroda miesięcznika „Fantastyka” za opowiadanie „Mag” dla Najlepszego Debiutu – 2. miejsce
- 1987 – nagroda czytelników miesięcznika „Fantastyka” za „Demon Walki” dla Najlepszego Opowiadania – 1. miejsce
- 1991 – nagroda czytelników w plebiscycie „Voyager” za „Prawo gór” dla Najlepszego Opowiadania – 1. miejsce
- 1992 – nagroda czytelników w plebiscycie „Voyager” za „Szern K'hakahar” (2. miejsce) oraz za „Miód dla Emiry” (3. miejsce) dla Najlepszych Opowiadań
- 1992 – Nagroda im. Janusza A. Zajdla dla Najlepszej Powieści Roku za powieść Król Bezmiarów
- 1994 – Nagroda Śląkfa 1993 w kategorii Najlepszy Twórca Roku za wskazaniem na powieść Strażniczka Istnień
- 2001 – Nagroda Sfinks 2000 w kategorii Najlepsza Powieść Roku za powieść Grombelardzka legenda
- 2002 – Nagroda Śląkfa 2001 w kategorii Najlepszy Twórca Roku ze wskazaniem na powieść Pani Dobrego Znaku